# Ivana Jelić
Ivana Jelić (* 17. März 1975 in Titograd, Jugoslawien) ist eine montenegrinische Juristin und Richterin am Europäischen Gerichtshof für Menschenrechte.

## Leben und Wirken
Jelić studierte ab 1994 Rechtswissenschaften an der Universität Montenegro. Dieses Studium bestand aus einem dreijährigen rechtswissenschaftlichen Grundstudium und einer einjährigen Spezialisierung im internationalen öffentlichen Recht. 1998 schloss sie ihr Studium mit dem Bachelor of Laws ab. Von 2001 bis 2004 absolvierte sie ein Masterstudium an der Universität Belgrad. Auch hier spezialisierte sie sich auf das internationale öffentliche Recht und das Recht der Menschenrechte. 2004 erwarb sie mit der Arbeit Contemporary Legal Protection of National Minorities, with Special Emphasize on the SEE den Master of Laws. 2007 promovierte sie nach einem PhD-Studium an der Universität Berkeley mit der Arbeit International State Responsibility for the Unlawful Acts Done by Natural Persons zur Dr. iur. Von 2008 bis 2012 war sie beim Steuerungskomitee für Menschenrechte (CDDH) des Europarates tätig.
Seit 2013 ist Jelić Professorin für Menschenrechte an der Universität von Montenegro. Von 2015 bis 2018 war sie Mitglied und seit März 2017 auch Vizepräsidentin der UN-Menschenrechtskommission. Im April 2018 wurde Jelić als Vertreterin Montenegros zur Richterin am Europäischen Gerichtshof für Menschenrechte gewählt. Sie trat ihre voraussichtlich bis 2027 dauernde Amtszeit 2018 an.